# Leukoplakie
Leukoplakie jsou bílé skvrny na sliznici dutiny ústní, které nejdou setřít a není zřejmá jejich spojitost s žádným onemocněním. Jsou podmíněny rohověním sliznic, běžně krytých nerohovějícím dlaždicovým epitelem. Mohou se dysplasticky měnit, případně maligně zvrhnout.

## Etiopatogeneze
Etiopatogeneze leukoplakie není známá. Vznik ovlivňují faktory jako chronické dráždění, kouření, alkohol, chronická hypertrofická kandidóza, nedostatek vitamínů A a B, galvanismus, kariézní zuby, kousnutí se do tváře či špatně sedící protéza. U vlasaté leukoplakie je za původce považován virus EBV.

## Lokalizace a výskyt
Leukoplakie může být lokalizovaná kdekoliv; nejčastěji se vyskytuje na sliznici rtu, jazyka, tváří a alveolárních výběžků. Vyskytují se u osob středního věku, dvakrát častěji u mužů než u žen. U dětí, adolescentů ani mladých dospělých je nenacházíme.

## Léčba
Homogenní leukoplakie může regredovat, nejčastěji na labiální a bukální sliznici. Farmakologická léčba není u homogenní ani nehomogenní leukoplakie účinná, v rámci terapie se přistupuje k excizi. Bioptické vyšetření provádíme nejpozději po 3–4 týdnech po eliminaci předpokládané příčiny, pokud se leukoplakie nezmenšuje.

## Riziko malignizace
Riziko malignizace je vyšší u leukoplakií nehomogenních, na ústní spodině a spodní straně těla jazyka a u těch, které byly kolonizovány kvasinkami. V porovnání leukoplakií kuřáků a nekuřáků je malignizace vyšší u nekuřáků.